# Maciej Miechowita
Maciej Miechowita (também conhecido como Maciej z Miechowa, Maciej of Miechów, Maciej Karpiga, Matthias de Miechow; 1457 – 8 de setembro de 1523) foi um estudioso renascentista polonês, professor da Universidade Jaguelônica, historiador, cronista, geógrafo, médico (médico real do rei Sigismundo I da Polônia), alquimista, astrólogo e cônego em Cracóvia.

## Vida e obra
Estudou na Universidade Jaguelônica (também conhecida como Academia de Cracóvia), obtendo um mestrado em 1479. Entre 1480 - 1485 estudou no exterior. Ao retornar ao país tornou-se professor na Universidade Jaguelônica, onde serviu como reitor oito vezes (1501 - 1519) e também duas vezes como chanceler deputado da Academia.
Seu Tractatus de duabus Sarmatiis (Tratado das Duas Sarmatias) é considerado a primeira descrição geograficamente e etnograficamente precisa do Leste Europeu. Forneceu a primeira descrição sistemática das terras entre o rio Vístula, o rio Don e o mar Cáspio. Este trabalho também repetiu, após Jan Długosz, e popularizou no exterior o mito do sarmatismo: que a nobreza polonesa (Szlachta) é descendente dos antigos sármatas.
Seu Chronica Polonorum (Crônica Polonesa) é o maior tratado sobre história e geografia polonesa. Contra pestem sevam regimen e Conservatio sanitatis são seus dois tratados médicos impressos, sobre como combater epidemias e benefícios do saneamento.
Também escreveu outras obras, muitas das quais apareceram apenas em manuscritos e não foram impressas durante sua vida, como sua biografia de São João Cantius.

## Obras selecionadas

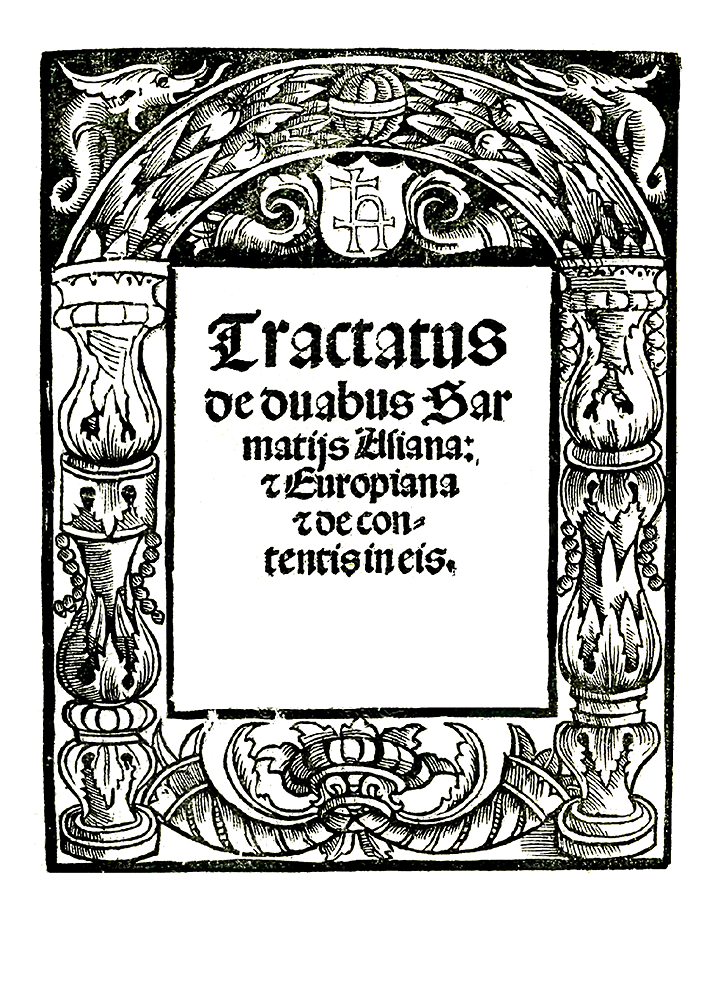
Página título da primeira edição de Tractatus de duabus Sarmatiis

- Contra pestem sevam regimen, print. 1508;
- De sanguinis missione, print. 1508;
- Conservatio sanitatis, print. 1512;
- Tractatus de duabus Sarmatis Europiana et Asiana et de contentis in eis, print. 1517;
- Chronica Polonorum, print. 1919, 1921.